# Torreperogil (vino)
Torreperogil es una indicación geográfica utilizada para designar los vinos de la zona vitícola andaluza que abarca los términos municipales de Úbeda, Sabiote, Rus, Cabra de Santo Cristo, Canena y Torreperogil, en la provincia de Jaén, España.
Esta indicación geográfica fue reglamentada en 2006.

## Variedades de uva
Son vinos elaborados con las variedades tintas: Garnacha Tinta, Syrah, Cabernet Sauvignon y Tempranillo, y con las blancas: Jaén blanco y Pedro Ximénez.

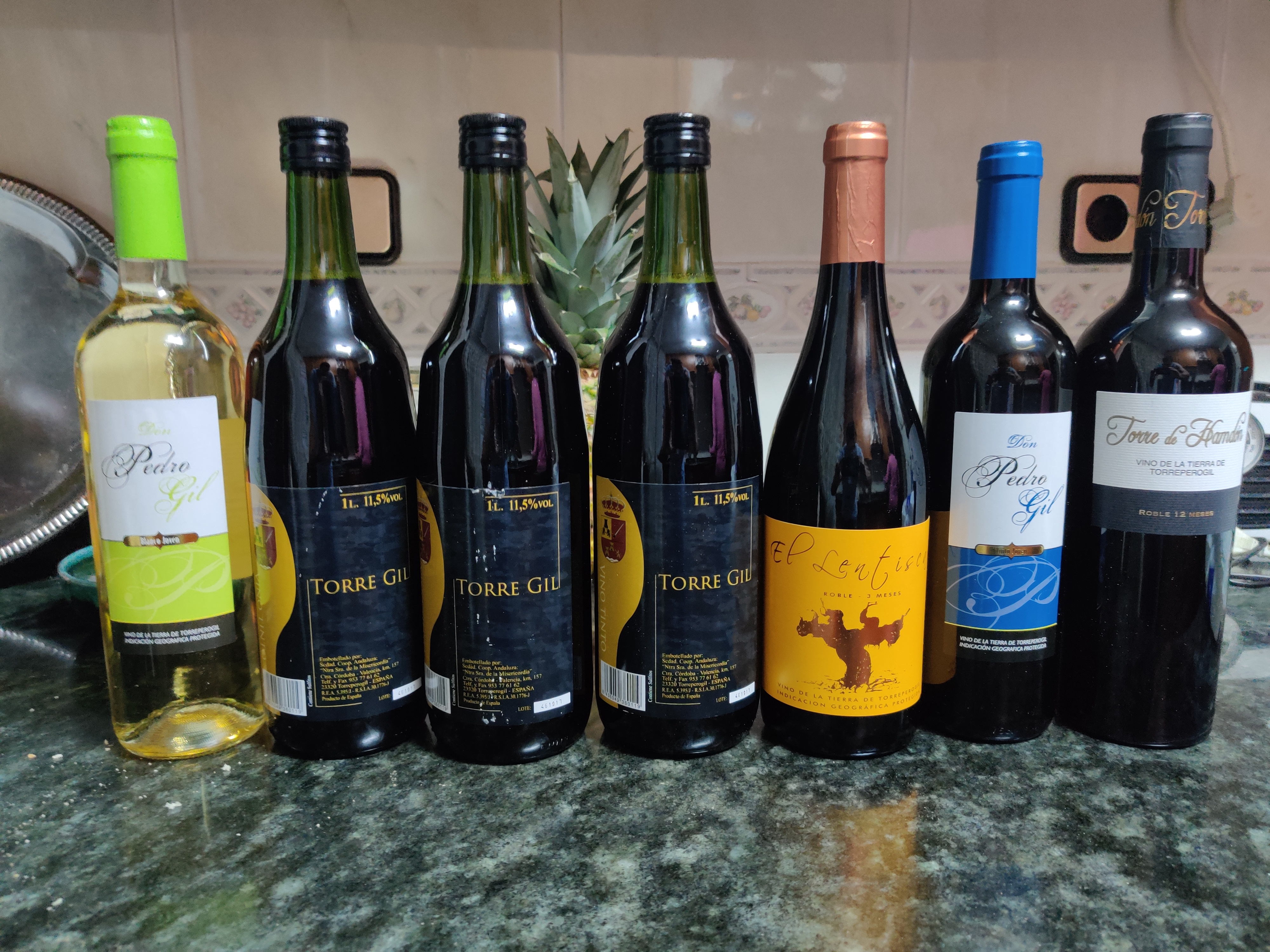
Botellas de vino de la IGP Vinos de la Tierra de Torreperogil.

## Tipos de vino
- Blancos
- Rosados
- Tintos